# Helmut Digel

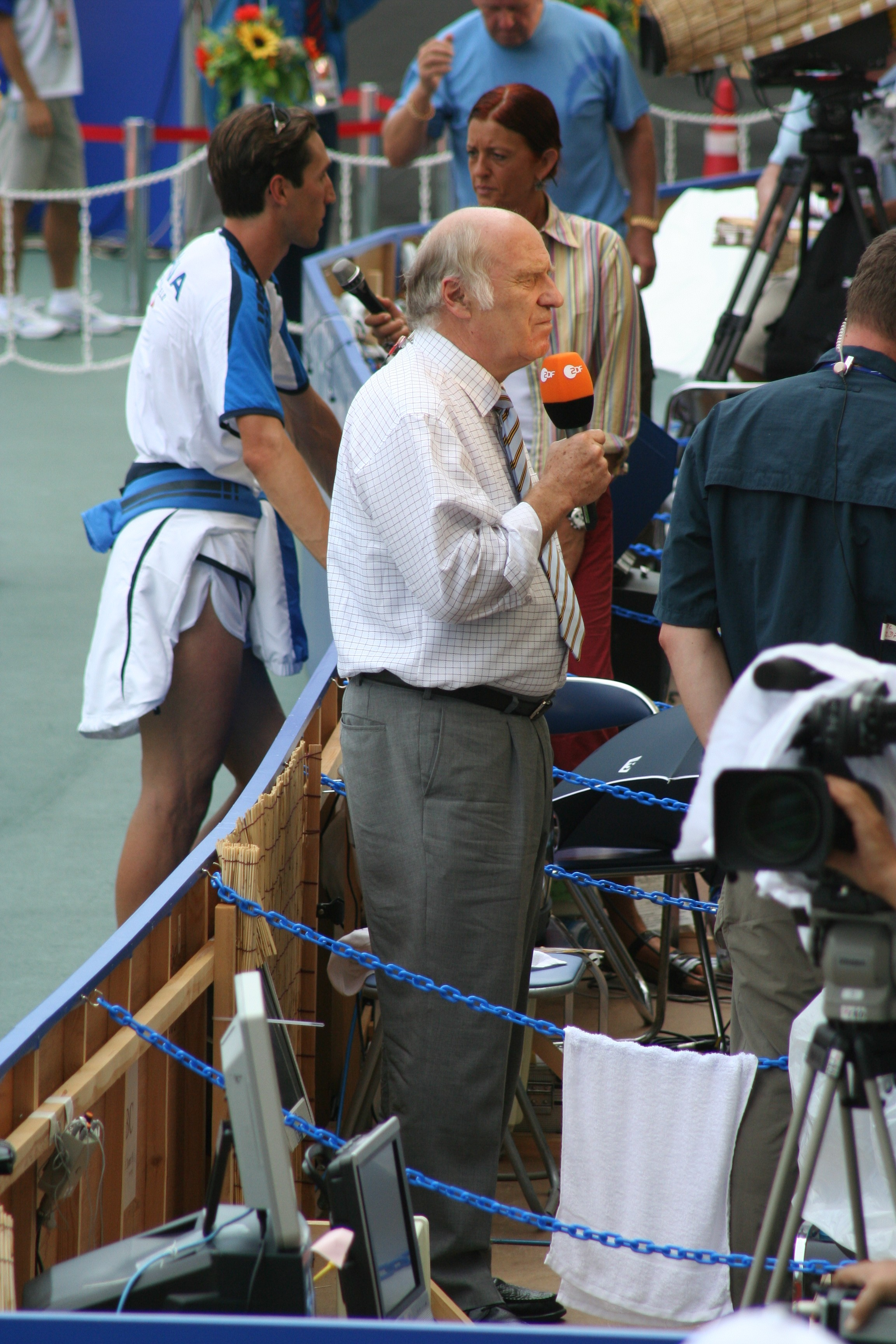
Helmut Digel 2007

Helmut Digel (* 6. Januar 1944 in Aalen) ist ein ehemaliger deutscher Sportfunktionär, Sportwissenschaftler und Handballspieler. Er war von 1993 bis 2001 Präsident des Deutschen Leichtathletik-Verbandes. Der emeritierte Professor war von 2002 bis 2010 Direktor des Institutes für Sportwissenschaft der Eberhard Karls Universität Tübingen.

## Leben
Zwischen 1964 und 1967 war Digel als Handballspieler beim Bundesligisten SV Möhringen aktiv.
An der Universität Tübingen studierte er Germanistik, Sportwissenschaft und Erziehungswissenschaft und wurde 1974 promoviert mit der Arbeit Sprache und Sprechen im Sport. 1978 wurde er Professor für Sportwissenschaft und lehrte an den Universitäten Frankfurt am Main (1978 bis 1982), Darmstadt (1985 bis 1999) und Tübingen (1982 bis 1985 und 1999 bis 2010). Er wohnte zu dieser Zeit in Nehren.
Digel, dessen wissenschaftlicher Forschungsschwerpunkt in der Sportsoziologie lag, ist evangelisch und Autor zahlreicher Publikationen, insbesondere zum Hochleistungssport.
Er war von 1993 bis 2001 Präsident des Deutschen Leichtathletik-Verbandes und von 1993 bis 2002 Vizepräsident des Nationalen Olympischen Komitees. Weiterhin war er Präsident des Organisationskomitees der Leichtathletik-Europameisterschaften 2002. In den Jahren 1994 und 1998 wurde Digel zum Sportfunktionär des Jahres gewählt.
Von 1993 bis 2002 war er Vizepräsident des Nationalen Olympischen Komitees. Von 2002 bis zu dessen Auflösung im Jahre 2006 war Digel Ehrenmitglied des Nationalen Olympischen Komitees. Von 2001 bis 2007 war Digel Vizepräsident des Internationalen Leichtathletikverbandes (IAAF), von 1995 bis 2015 gehörte er dem Council der IAAF an.
1999 schlug er vor, ab 2000 neue Weltrekordlisten zu eröffnen und damit einen symbolischen Schlussstrich unter die durch staatliches Zwangsdoping im DDR-Leistungssport erreichten Rekorde zu ziehen. Sein Vorschlag wurde vom Council der IAAF abgelehnt. Gegenüber Bundesinnenminister Schily forderte er bereits 1993 ein Anti-Doping-Gesetz. Für seinen engagierten Anti-Dopingkampf wurde er 1997 mit dem Fair Play-Preis des Deutschen Sparkassenverbandes ausgezeichnet.
Ende September 2016 berichtete die Süddeutsche Zeitung mit Berufung auf einen ehemaligen Interimsgeneralsekretär der IAAF, dass Digel eine „zusätzliche Kompensation“ erhalten haben soll. Diese Zahlungen seien nicht durch das Regelwerk des Verbandes gedeckt worden. In dem Bericht wird eine Summe von rund 3000 Dollar genannt, die Digel mindestens fünf Jahre lang monatlich bekommen haben soll. Digel gab gegenüber dem Präsidium des Deutschen Leichtathletik-Verbandes zu Protokoll, dass er für seinen erhöhten Arbeitsaufwand als Vorsitzender der IAAF Marketing-Kommission und als Mitglied der IAAF TV-Kommission eine Aufwandsentschädigung von 2000 Euro erhalten hat. Er wies darauf hin, dass er keinen Grund sehe, sich für diese Honorierung bei irgendjemanden entschuldigen zu müssen.
Da er frühzeitig von den korrupten Praktiken des IAAF-Präsidenten Lamine Diack gewusst haben soll und dies nicht öffentlich machte, gilt er heute im Sport als persona non grata. Digel wies die Vorwürfe zurück und betonte, er habe „von diesen Vorgängen zu keinem Zeitpunkt etwas gewusst“. Digel galt als Widersacher von Diack in vielen sportpolitischen Fragen, insbesondere in Fragen des Antidopingkampfes. 2007 verhinderte Diack deshalb die Wiederwahl Digels zum IAAF-Vizepräsidenten beim IAAF-Kongress in Osaka. Für eine Kandidatur gegen Diack fehlte Digel die ausreichende Unterstützung. Digel sagte einmal: „Ich bin an diesem Mann gewissermaßen gescheitert“. Er gestand Fehler ein, so sei sein Engagement in der Leichtathletik im Bereich Marketing und Fernsehen verglichen mit Reformbemühungen „wohl überdimensioniert gewesen“. „Die wirklichen Fakten und meine Sicht der Dinge wurden in keiner Darstellung berücksichtigt“, kritisierte er. Vorzuwerfen habe er sich jedoch nichts, betonte Digel im Januar 2018 gegenüber der Zeitung Stuttgarter Nachrichten. Er äußert sich heute vor allem in seinem Blog.
Seit 2017 ist Digel Herausgeber des Online-Magazins „sport-nachgedacht.de“ (ehemals „sport-quergedacht.de“) mit wöchentlichen Beiträgen zur Sportentwicklung und zu Fragen des modernen Olympismus. Teil des Magazins ist eine Online-Galerie „Kunst und Sport“ die mittlerweile auf 3000 Exponate angewachsen ist.
Von 2014 bis 2017 hatte Digel eine Gastprofessur am Winter Olympic Research Center der Sportuniversität Peking.
Digel bekam am 13. Januar 2025 vom Präsidenten des IOC, Thomas Bach, den Olympischen Orden für sein Lebenswerk verliehen.

## Ehrungen
- 2000 Wissenschaftspreis des IOC
- 2001 Bundesverdienstkreuz erster Klasse
- 2004 Verdienstmedaille des Landes Baden-Württemberg
- 2007 Osaka City Award
- 2025 Olympischer Orden

## Veröffentlichungen
- Sprache und Sprechen im Sport. Eine Untersuchung am Beispiel des Hallenhandballs. Hofmann, Schorndorf 1976, ISBN 3-7780-6531-9 (Kurzfassung seiner Dissertation von 1974).
- Sport verstehen und gestalten. Ein Arbeits- und Projektbuch. Rowohlt, Reinbek 1982, ISBN 3-499-17602-5.
- als Hrsg.: Sport und Berichterstattung. Rowohlt, Reinbek 1983, ISBN 3-499-17611-4.
- als Hrsg.: Lehren im Sport. Ein Handbuch für Sportlehrer, Sportstudierende und Übungsleiter. Rowohlt, Reinbek 1983, ISBN 3-499-17050-7.
- als Hrsg.: Probleme des modernen Hochleistungssports. Institut für Sportwissenschaft, Darmstadt 1987, ISBN 3-9802070-0-5.
- als Hrsg.: Sport im Verein und im Verband. Historische, politische und soziologische Aspekte. Hofmann, Schorndorf 1988, ISBN 3-7780-6821-0.
- mit Peter Fronhoff: Sport in der Entwicklungszusammenarbeit. Weltforum-Verlag, München/Köln/London 1989, ISBN 3-8039-0378-5.
- als Hrsg.: Modernes Training im Sport. Institut für Sportwissenschaft, Darmstadt 1990, ISBN 3-9802070-6-4.
- als Hrsg.: Wettkampfsport. Wege zu einer besseren Praxis. Meyer & Meyer, Aachen 1991, ISBN 3-89124-113-5.
- mit Stefan Volknant: Der Deutsche Sportbund befragt seine Mitgliedsorganisationen. Befunde und mögliche Konsequenzen. Deutscher Sportbund, Frankfurt 1992, ISBN 3-89152-278-9.
- mit Herbert Hartmann, Roland Singer, Ulrike Ungerer-Röhricht und Gerburgis Weßling-Lünnemann: Turn- und Sportvereine. Strukturen, Probleme, Trends. Eine Analyse der Vereine im Deutschen Turner-Bund. Meyer & Meyer, Aachen 1992, ISBN 3-89124-114-3.
- als Hrsg.: Talente im Handball. Auf der Suche nach neuen Wegen. Meyer und Meyer, Aachen 1993, ISBN 3-89124-190-9.
- als Hrsg.: Schule und Sportverein – Wege der Zusammenarbeit. Institut für Sportwissenschaft, Darmstadt 1993, ISBN 3-928876-02-3.
- Sport in a changing society. Sociological essays. Hofmann, Schorndorf 1995, ISBN 3-7780-6471-1.
- mit Roland Singer, Dietbert Schöberl, Petra Wagner-Stoll und Peter Fornoff: Sportangebote und Sportbedarf in Hessen. Meyer & Meyer, Aachen 1995, ISBN 3-89124-300-6.
- als Hrsg.: Sportwissenschaft heute. Eine Gegenstandsbestimmung. Wissenschaftliche Buchgesellschaft, Darmstadt 1995, ISBN 3-534-12828-1.
- Probleme und Perspektiven der Sportentwicklung. Dargestellt am Beispiel der Leichtathletik. Meyer & Meyer, Aachen 1997, ISBN 3-89124-447-9.
- als Hrsg.: Spitzensport. Chancen und Probleme. Hofmann, Schorndorf 2001, ISBN 3-7780-3380-8.
- als Hrsg. mit Hans-Hermann Dickhuth: Doping im Sport. Attempto-Verlag, Tübingen 2002, ISBN 3-89308-353-7.
- mit Marcel Fahrner: Hochleistungssport in Frankreich. Bräuer, Weilheim 2003, ISBN 3-9800255-5-1.
- mit Verena Burk und Heike Sloboda: Hochleistungssport in Großbritannien und Nordirland. Bräuer, Weilheim 2003, ISBN 3-9800255-6-X.
- mit Jia Miao und Andreas Utz: Hochleistungssport in China. Bräuer, Weilheim 2003, ISBN 3-9800255-7-8.
- als Hrsg.: Nachdenken über Olympia. Über Sinn und Zukunft der Olympischen Spiele. Attempto-Verlag, Tübingen 2004, ISBN 3-89308-369-3.
- mit Alexander Kruse: Hochleistungssport in Australien. Bräuer, Weilheim 2004, ISBN 3-9800255-8-6.
- mit Monica Barra: Hochleistungssport in Italien. Bräuer, Weilheim 2004, ISBN 3-9809328-2-6.
- mit Marcel Fahrner und Andreas Utz: Hochleistungssport in den USA. Stiftung Sport in der Schule, Stuttgart 2005, ISBN 3-9809328-6-9.
- mit Verena Burk und Heike Sloboda: Hochleistungssport in Russland. Bräuer, Weilheim 2006, ISBN 3-9810683-0-0.
- mit Verena Burk und Marcel Fahrner: Die Organisation des Hochleistungssports. Ein internationaler Vergleich. Hofmann, Schorndorf 2006, ISBN 978-3-7780-0915-4.
- als Hrsg. mit Ommo Grupe: Über Ethik, Globalisierung, Frieden und Olympismus / On ethics, globalization, peace and olympism. A documentation. Tübingen 2007, ISBN 978-3-00-021379-3.
- Quergedacht. Essays zum Sport. Hofmann, Schorndorf 2008, ISBN 978-3-7780-8530-1.
- Der Gegner ist übermächtig. In: MedicalSportsNetwork. 5/2008, S. 52–53.
- als Hrsg. mit Ommo Grupe: Walter Jens – Reden zum Sport. Nachdenkliches und Kritisches 1964–1999. Hofmann, Schorndorf 2009, ISBN 978-3-7780-8600-1.
- mit Ansgar Thiel und Jochen Mayer: Gesundheit im Spitzensport. Eine sozialwissenschaftliche Analyse. Hofmann, Schorndorf 2010, ISBN 978-3-7780-3389-0.
- mit Ansgar Thiel, Robert Schreiner und Sven Waigel: Berufsfeld Trainer im Spitzensport. Hofmann, Schorndorf 2010, ISBN 978-3-7780-3395-1.
- Fair Play. Verantwortung im Sport. Hellblau, Essen 2011, ISBN 978-3-937787-29-9.
- mit Marcel Fahrner und Julia Hochmuth: Kinderspiele an jedem Ort – Freude an der Bewegung: Ergebnisse der Projektevaluation. Baden-Württemberg Stiftung, Stuttgart 2012.(PDF)
- Sportentwicklung in der Moderne. Hofmann, Schorndorf 2013, ISBN 978-3-7780-3403-3.
- Sociological Aspects of Modern Sports. Meyer & Meyer, Aachen 2013, ISBN 978-1-84126-357-1.
- Verlorener Kampf. Über Betrug im Sport. Hofmann, Schorndorf 2013, ISBN 978-3-7780-8790-9.
- Gefährdeter Sport. Hofmann, Schorndorf 2014, ISBN 978-3-7780-8860-9.
- On Athletics. challenges and solutions. Hofmann, Schorndorf 2015, ISBN 978-3-7780-8900-2.
- Dialoge über Sport. Interviews aus 30 Jahren Sportentwicklung. Hofmann, Schorndorf 2016, ISBN 978-3-7780-9010-7.
- Sport zwischen Faszination und Abscheu. Stichworte zur Sportentwicklung. Hofmann, Schorndorf 2018, ISBN 978-3-7780-9050-3.
- Sport. Beobachtungen zur aktuellen Sportentwicklung. Hofmann, Schorndorf 2019, ISBN 978-3-7780-9150-0.
- Sport – schön und wertvoll. Hofmann, Schorndorf 2020, ISBN 978-3-7780-9093-0.

## Interviews
- Gunter Barner: Helmut Digel: „Für viele ist der Sport unglaubwürdig“. In: Stuttgarter Nachrichten. 13. Dezember 2013
- Wolfgang Scheerer: Sportsoziologe Digel über Olympia-Krise: „Sotschi ist für mich ein Mahnmal“. In: Südwest Presse. 13. Dezember 2013